# Il principe felice
"Hai scelto bene" gli disse Dio, "poiché nel mio giardino del Paradiso questo uccellino canterà in eterno, e nella mia città d'oro il Principe Felice mi loderà".»
Il principe felice (The Happy Prince) è il racconto dal quale prende nome la raccolta di fiabe Il principe felice e altri racconti del celebre scrittore irlandese Oscar Wilde, pubblicata nel 1888.
In Italia venne pubblicata per la prima volta il 28 agosto 1904 sulla rivista Il Marzocco, per poi apparire all'interno della raccolta nel 1910.

## Trama
Il "Principe Felice" è una statua posta su una colonna, ricoperta di foglie d'oro e pietre preziose, e pertanto ammirata da tutti gli abitanti di un'innominata città. Una notte, una rondine che si sta recando al sole in Egitto decide di sostare ai piedi della statua del Principe, e lo vede piangere: lui le racconta la sua storia, dicendo di essere vissuto sempre felice nel palazzo di Sanssouci e non essersi mai chiesto cosa vi fosse fuori da esso, mentre adesso che è morto vede, dall'alto della colonna, le brutture e le miserie della città che nella sua vita aveva sempre ignorato. Quindi, prega la rondine di aiutarlo a cancellarle finché possibile. La rondine preferirebbe il caldo egiziano, ma, vinta dalle lacrime del Principe, acconsente ad aiutarlo e inizia a staccare i preziosi che lo adornano per donarli ai poveri e ai bisognosi che il Principe le indica.
Con l'arrivo della neve il Principe, ormai sguarnito dei suoi ornamenti, altro non è che una statua di piombo, e prega la rondine di migrare verso l'Egitto, ma lei, che sente vicina la morte per il freddo e la fame, resta ancora vicino al suo amico, si poggia un'ultima volta sulla sua spalla, lo bacia e cade a terra priva di vita. Un attimo dopo, per il dolore, il cuore del Principe si spezza.
Il mattino seguente, il sindaco, notando la statua tutta spoglia e grigia, decide di farla fondere e di edificare al suo posto, con lo stesso metallo, una nuova scultura con la propria immagine, in alternativa alla quale ognuno dei consiglieri comunali propone una statua di sé stesso. E, guardando con sdegno l'uccellino morto per terra, ordina di gettarlo tra i rifiuti. Nello stesso mucchio viene buttato il cuore di piombo del principe, che non si era fuso.
Un giorno Dio chiede a un angelo di portargli le due cose più preziose della città. Di lì a poco l'angelo gli reca il cuore di piombo del Principe e il corpicino della rondinella, e Dio lo loda per la scelta fatta.

## Opere collegate
Il principe felice fa parte de Il principe felice e altri racconti assieme a:
- L'usignolo e la rosa
- Il gigante egoista
- L'amico devoto
- Il razzo eccezionale

Nel luglio 2011 la casa editrice Alfaudiobook Audiolibri ne ha pubblicato una versione in audiolibro, letta da Debora Zuin con musiche di Silvio Amato.